# Campbell Cooley
Campbell Cooley es un actor de voz y televisión estadounidense que vive en Nueva Zelanda, mejor conocido por interpretar a villanos prominentes en la franquicia Power Rangers.

## Biografía

### Primeros años
Cooley asistió a la Universidad de Louisville, donde recibió una licenciatura en Bellas Artes en Teatro. Durante varios años trabajó como actor y director de teatro.

### Carrera en la actuación
En 1997, Cooley pasó a actuar para cine y televisión. En 1998 (durante un período de cuatro meses), interpretó tres papeles de villanos diferentes en xena: la princesa guerrera. Uno de los papeles le dio la distinción de ser víctima de Gabrielle (Renee O'Connor) en la "infame escena del babeo", como la nombran los fans de Xena, del episodio "In Sickness and In Hell".
En 2005, Cooley apareció en la telenovela médica de Nueva Zelanda Shortland Street como el enfermero 'Liam Todd', cuidador de la hermana gemela del Dr. Chris Warner, Amanda Warner (Marissa Stott).
En 2007, Cooley consiguió su primer papel importante en la franquicia Power Rangers, la nueva voz de Alpha 6 en el episodio de Operation Overdrive "Once a Ranger". Continuaría interpretando al Almirante Malkor en Power Rangers Megaforce, Snide en Power Rangers Dino Super Charge, el presentador de Galaxy Warriors Cosmo Royale y Ripcon en Power Rangers Ninja Steel y Super Ninja Steel y Scrozzle en Power Rangers Beast Morphers. Más tarde daría voz al nuevo general Slyther en Power Rangers Dino Fury.
En 2018, Cooley comenzó a diversificarse en papeles de doblaje de anime, con pequeños papeles en series como One Piece y Trigun Stampede.